# Cypripedium himalaicum
Cypripedium himalaicum é uma espécie de orquídea terrestre, família Orchidaceae, que habita do sudeste do Tibet ao Himalaia.